# Batalla de Shelón
La batalla de Shelón (en ruso: Шелонская битва) fue una batalla decisiva entre las fuerzas del Principado de Moscú bajo Daniil Jolmski y el ejército de la República de Nóvgorod, que tuvo lugar en el río Shelón el 14 de julio de 1471. Nóvgorod sufrió una gran derrota y terminó con la rendición incondicional de la ciudad. Nóvgorod fue absorbida por Moscovia en 1478.